# Ceraesignum
Genre
Ceraesignum est un genre de mollusques gastéropodes marins de la famille des Vermetidae.

## Historique
Le genre Ceraesignum est décrit en 2014 par Rosemary E. Golding (d), Rüdiger Bieler (d), Timothy A. Rawlings (d) et Timothy Michael Collins (d).

## Description et caractéristiques
Les vermétidés sont des gastéropodes sessiles tubicoles, souvent confondus avec des vers. Ils chassent au moyen de longs filaments de mucus collant, qu'ils peuvent rentrer dans leur coquille tubulaire pour consommer le plancton qui s'y est accroché.
L'accrétion calcaire qu'ils produisent fabrique parfois de larges dalles, appelées « trottoirs à vermets ».

## Liste des genres
Selon World Register of Marine Species (5 juillet 2021) :
- Ceraesignum maximum (G.B. Sowerby I, 1825)
- Ceraesignum robinsoncrusoei Golding, Bieler, Rawlings & Collins, 2014

### Publication originale
- [2014] (en + es + de + fr) Rosemary E. Golding, Rüdiger Bieler, Timothy A. Rawlings et Timothy M. Collins, « Deconstructing Dendropoma: A Systematic Revision of a World-Wide Worm-Snail Group, with Descriptions of New Genera (Caenogastropoda: Vermetidae) », Malacologia, Ann Arbor, Inconnu et Institute of Malacology (d), vol. 57, no 1,‎ juin 2014, p. 1-97 (ISSN 0076-2997 et 2168-9075, OCLC 01696513, DOI 10.4002/040.057.0103). .